# Richard Cheese

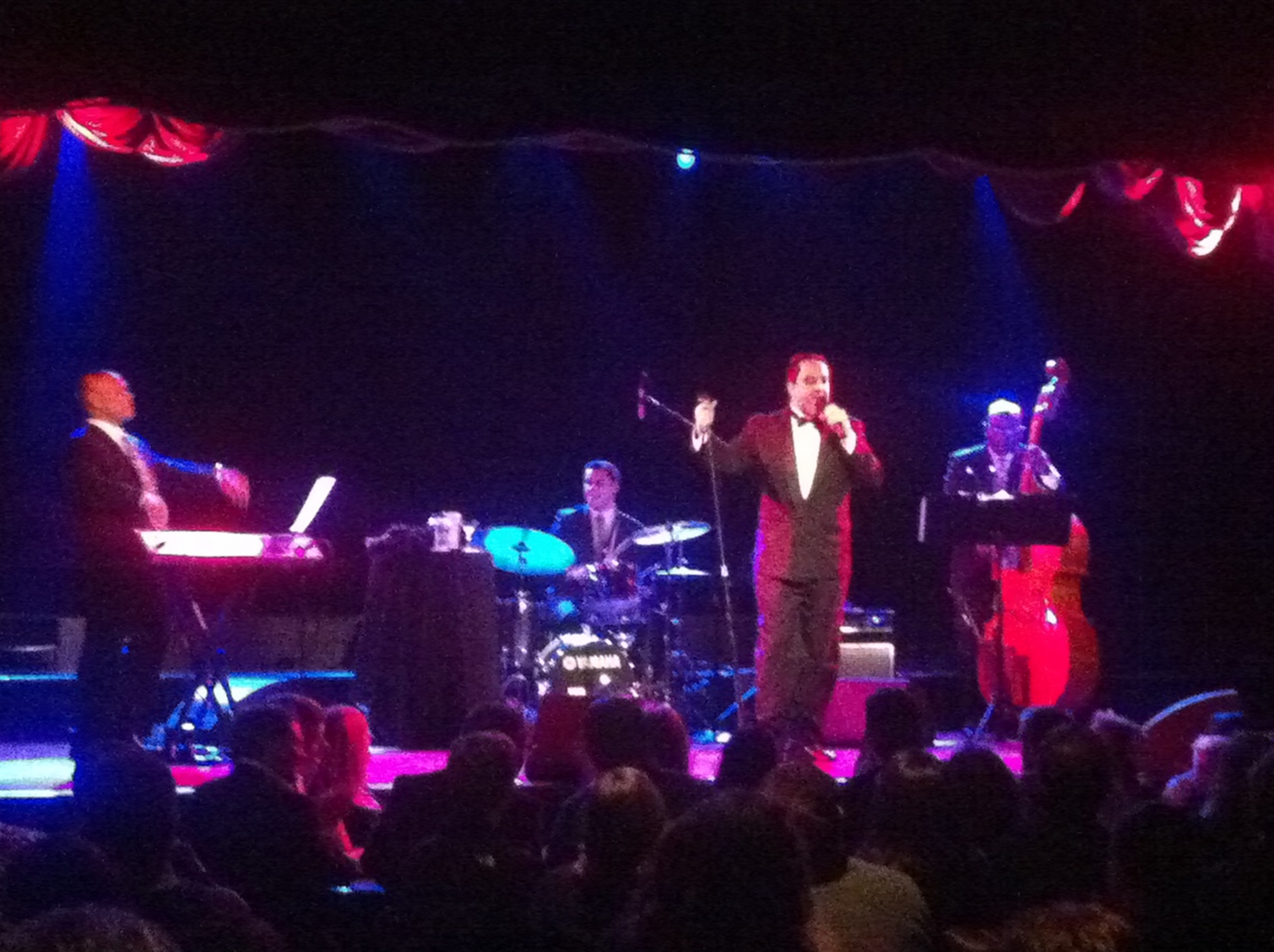
Richard Cheese and Lounge Against the Machine

Richard Cheese and Lounge Against the Machine is een Amerikaanse coverband uit Los Angeles. De naam is een parodie op rockband Rage Against the Machine in combinatie met een grappig bedoelde verwijzing. De Amerikaanse afkorting van Richard is Dick, waarbij Dick Cheese duidt op smegma.
De band speelt voornamelijk covers van populaire rockbands en rappers en geven hier een eigen muzikale draai aan door er een vrolijk jazz- of loungenummer van te maken. In Nederland hebben ze nog relatief weinig bekendheid, maar in de Verenigde Staten zijn ze vooral bekend van hun cover van Disturbed's Down with the Sickness, uit de horrorfilm Dawn of the Dead (2004). Andere covers (met telkens de originele artiest tussen haakjes):
- Gin and Juice (Snoop Dogg)
- Rape Me (Nirvana)
- Personal Jesus (Depeche Mode)
- Baby Got Back (Sir Mix-a-Lot)
- Me So Horny (2 Live Crew)
- Like a Virgin (Madonna)

## Bandleden
- Richard Cheese: zang
- Gordon Brie: contrabas
- Buddy Gouda/Frank Feta: drum
- Bobby Riccotta: keyboard

Alle bandleden dragen een pseudoniem, die allemaal verwijzen naar een kaassoort. Dit is omdat de bandleden regelmatig verschillen. Het enige constante bandlid is Cheese zelf, die als stand-upcomedian en voice-over artiest door het leven gaat onder zijn eigen naam, Mark Jonathan Davis. Momenteel hebben er al zeven bassisten de positie van Gordon Brie voor zich genomen. Deze plaats is op het moment nog niet ingevuld. Na het vertrek van drummer Buddy Gouda (Charles Byler) in 2004 werd voor een nieuw karakter gekozen, in de persoon van Frank Feta, oftewel Brian Fishler. De rol van Bobby Ricotta wordt momenteel vervuld door Noel Melanio.

## Discografie
- 2000: Lounge Against the Machine
- 2002: Tuxicity
- 2004: I'd Like a Virgin
- 2005: Aperitif for Destruction
- 2006: The Sunny Side of the Moon: The Best of Richard Cheese
- 2009: Viva la Vodka